# زمین‌لرزه فلوریس
زمین‌لرزه فلوریس ممکن است به یکی از موارد زیر اشاره داشته باشد:
- زمین‌لرزه ۱۹۸۲ فلوریس
- زمین‌لرزه ۱۹۹۲ فلوریس